# Gli eroi di Dragonlance
Gli eroi di Dragonlance è un ciclo di tre romanzi fantasy scritti rispettivamente da Richard A. Knaak, Nancy V. Berberick e Michael Williams ed editi dalla TSR.

## Il ciclo
Il ciclo è composto dai seguenti romanzi:
- Richard Knaak. La leggenda di Huma (The Legend of Huma, marzo 1988. ISBN 0-88038-548-0). Traduzione di Giampaolo Cossato e Sandro Sandrelli. Armenia. ISBN 8834404394
- Nancy Varian Berberick. La leggenda della Stormblade (StromBlade, agosto 1988. ISBN 0-88038-597-9), Traduzione di Giampaolo Cossato e Sandro Sandrelli. Armenia. ISBN 8804390190.
- Michael Williams. La leggenda di Weasel (Weasel's Luck, dicembre 1988. ISBN 0-7869-3181-7). Traduzione di Giampaolo Cossato e Sandro Sandrelli. Armenia. ISBN 8834404416

La trilogia venne anche pubblicata da Armenia Edizioni nel volume unico Gli eroi di Dragonlance nel 1989.
Il ciclo, scritto verso la fine degli anni ottanta, racconta le vicende di alcuni personaggi nel mondo fantastico di Krynn. È il primo ciclo della serie dei romanzi di Dragonlance a non avere come protagonisti gli Eroi delle Lance. Le storie si svolgono rispettivamente durante l'Era dei Sogni, l'Era del Declino e l'Era dei Forti.
La Leggenda di Huma narra delle avventure di Huma Dragonbane, un Cavaliere della Corona e della sua lotta contro gli eserciti della dea Takhisis. La morte dell'eroe ed il ritorno della divinità nell'Abisso conclude l'Era dei Sogni.